# Худжум
Худжум (на тюркській мові — наступ, від арабського هجوم) — кампанія, що здійснювалася в 1920-ті — 1930-ті роки в радянські Середній Азії і націлена на зміну статусу жінок.

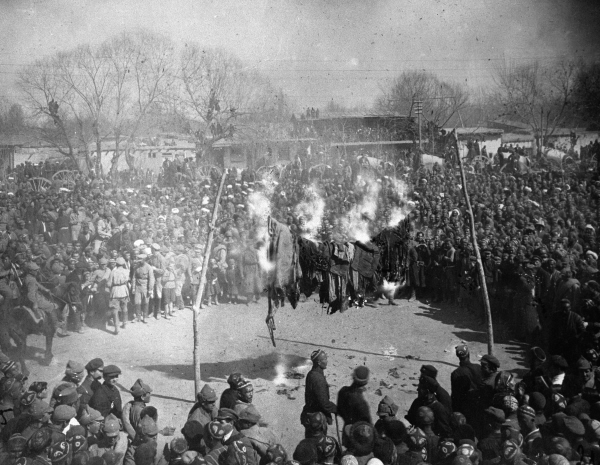
Спалювання чачванів в Андижані у Міжнародний жіночий день 8 березня 1927 року

У Середній Азії існувало багатоженство, практикувалися видача заміж дівчаток з раннього віку за калымом, передача жінки у спадок (по смерті чоловіка — його брату), замикання наречених. Майже всі жінки були неписьменними.
У 1920-ті роки у всьому СРСР здійснювалася політика, яка передбачала переосмислення ролі жінок на суспільстві, спрямовану те, щоб звільнити їхню частину обов'язків із ведення домашнього господарства, дати можливість отримувати освіту і працювати як з чоловіками. У цьому «жінки Сходу» розглядалися як найбільш пригнічена категорія жінок СРСР.
З середини 1920-х років з'являється спеціальне позначення для кампанії зі звільнення жінок Сходу — худжум. Створювалися спеціальні жіночі відділи, які навчали жінок догляду за дітьми та основ гігієни, а також консультували їх з правових питань, жіночі та дитячі медичні консультації, пологові будинки .
Але худжум насамперед запам'ятався такими радикальними акціями, як публічне знімання та спалювання паранджі як «символу гноблення та рабства» жінок. Першими паранджу скинули із себе дружини робітників -узбеків у 1924 році після видання декрету про відміну каліму. 8 березня 1927 року з ініціативи першого секретаря Середньоазіатського бюро ЦК ВКП(б) І. Зеленського площею Регістан у Самарканді тисячі узбецьких жінок зняли з себе паранджі, склали в купу, та був підпалили її. Цього дня паранджі позбулися 10 тисяч жінок. Ще 90 тисяч жінок зняли паранджу протягом трьох наступних місяців.
У середині 1920-х роках в Узбекистані та Таджикистані діяло жіноче рух за зняття паранджі, назване ім'ям Таджихан Шадиєвої , яка була однією з перших узбецьких жінок, які вчинили публічний акт зняття паранджі  .
Кампанія зіштовхувалася із запеклим опором традиційного суспільства. У 1927-1928 роки тільки в Узбекистані було вбито понад 2500 жінок з числа членів жіночих відділів, завідувачів клубів і бібліотек. У Киргизії 22-річна активістка Алимкан Мамиткулова відвідувала жіночі збори, навчалася у школі лікнепу . Її чоловік був вкрай незадоволений цим, регулярно бив її і, нарешті, убив кинджалом прямо на судовому процесі при розборі справи про розлучення. Член сільради Айнабюбю Джалганбаєва завідувала «червоною юртою » (культурно-освітня установа), відвідувала лікнеп, вела активну роботу серед жінок у селі Кизил-Туу Кочкорської волості . Її чоловік та його родичі були дуже незадоволені цим, чоловік жорстоко бив її. Айнабюбю написала про це в стінгазету і, перейшовши жити до своїх батьків, продовжувала своє навчання та роботу. Після цього чоловік підстеріг її і, завдавши 14 ножових ран, убив.
Найчастіше чоловіки приводили своїх дружин на площу, де з них знімали паранджу і спалювали її, а наступного дня вони змушували їх знову надіти її. XIV пленум Середабюро в жовтні 1927 року прийняв постанову карати за подібні дії, аж до виключення з лав партії  .
Кампанія проти носіння паранджі продовжувалася протягом наступних п'ятнадцяти років. Остаточно жінки Середню Азію зняли паранджу лише на початку 1940-х років.